# Union suisse des arts et métiers
L'Union suisse des arts et métiers (USAM), en allemand Schweizerischer Gewerbeverband (SVG), en italien Unione svizzera delle arti e mestieri (USAM), est une organisation faîtière suisse représentant les petites et moyennes entreprises du pays.

## Histoire
L'Union suisse des arts et métiers est créée, en 1879, par des dissidents de l'Union suisse du commerce et de l'industrie. Sa politique, plus conservatrice que celle du Vorort, comporte des mesures de protection du marché intérieur, particulièrement importantes à la fin du XIXe siècle, comme le relèvement des droits de douane.

## Rôle
L'USAM défend le rôle des petites et moyennes entreprises (PME, soit 10 à 249 employés selon l'Office fédéral de la statistique) dans la croissance économique et représente leurs intérêts dans les débats politiques et économiques. Politiquement indépendante, elle préconise, au niveau fédéral, la responsabilité individuelle, le respect du droit de propriété et la liberté de commercer et d'entreprendre, garantis par la Constitution fédérale. Elle se prononce pour un État modeste et efficace.
L'USAM préside l'Alliance des milieux économiques pour une politique de prévention modérée, un lobby suisse qui milite pour une législation conciliante en matière de réglementation sanitaire, notamment dans les domaines du tabac et de l'alcool.

### Membres
Les membres de l’USAM sont les unions cantonales des arts et métiers, des associations professionnelles et de branche ainsi que d’autres organisations.
Certains membres sont des grandes entreprises multinationales, tels que l'association « Swiss Cigarette » regroupant Philip Morris International, British American Tobacco et Japan Tobacco International.

## Action
La base de l'action de l'Union suisse des arts et métiers est la réduction des normes juridiques et règlements, la diminution des charges fiscales des PME et l'allègement des formalités administratives. L'Union pratique, dans ce but, un lobbying au niveau fédéral. Elle a des porte-parole au Parlement fédéral, en particulier dans le groupe parlementaire des affaires, et dans les cantons et municipalités.
Les secteurs prioritaires où intervient l'Union sont :
- La formation professionnelle
- La politique énergétique et environnementale
- La politique fiscale et financière
- La planification et les transports
- Les politiques sociales et du marché du travail
- La politique économique

### Politique énergétique et environnementale
L'Union a réaffirmé ses revendications dans ce domaine, lors des 43e Journées romandes des arts et métiers, à Champéry, les 28 et 29 juin 2010. Elle réclame la sécurité et l'autonomie d'approvisionnement et préconise, pour atteindre ces objectifs, une augmentation de l'efficacité énergétique, l'exploitation des énergies renouvelables et le renouvellement des centrales nucléaires existantes. Elle ne s'oppose pas à la construction d'usines combinées à gaz, à la condition que celles-ci ne remplacent pas les centrales électro-nucléaires.

### Planification et transports
L'Union demande l'allègement des charges des entreprises de transport et s'oppose à l'extension et l'augmentation de la redevance poids-lourds liée aux prestations (RPLP).

### Politique fiscale et financière
Le 4 février 1992, l'Union lance une initiative populaire « Pour l'abolition de l'impôt fédéral direct », soutenue par les conseillers nationaux Philippe Pidoux, Suzette Sandoz, Joseph Iten et Maximilian Reimann, le Vorort, le Centre Patronal, la Ligue vaudoise et le Redressement national. L'initiative est déposée auprès de la Chancellerie fédérale le 3 août 1993, avec 108 458 signatures. 106 419 d'entre elles sont déclarées valides le 6 décembre 1993. Le 13 avril 1994, le Conseil fédéral rejette l'initiative, considérant qu'elle menace la paix sociale et que l'introduction de la TVA a déjà répondu aux souhaits de l'Union. Après de nombreuses tractations parlementaires, l'Union retire l'initiative le 5 décembre 1996.
L'Union se prononce pour un taux unique pour la Taxe sur la valeur ajoutée (TVA), mais s'oppose à ce que la formation professionnelle y soit assujettie. Elle demande également un allègement des charges des PME et une simplification des formalités administratives. Elle réclame une exonération des droits d'auteur pour les PME.

### Politique sociale
En 2007, l'Union fait campagne contre l'initiative populaire « Pour une caisse maladie unique et sociale », dans l'adoption de laquelle elle voit un risque d'augmentation des prélèvements sociaux.
L'Union participe aux débats autour de l’assurance vieillesse et survivants (AVS). Elle propose, depuis 2004 de relever progressivement, entre 2018 et 2030, l'âge de départ à la retraite jusqu'à 67 ans. Le relèvement doit pouvoir assurer un taux de couverture des dépenses compris entre 70 % et 80 %. L'Union s'oppose à une diminution des retraites et à la suppression du caractère obligatoire de l'AVS. Elle réclame également, au Congrès suisse des arts et métiers, qui se tient le 28 mai 2010, à Lugano, que les coûts de la réglementation soient abaissés de 50 milliards de francs à 10 milliards de francs. Afin d’atteindre cet objectif, l’Union demande qu’une instance de contrôle des coûts de la réglementation soit mise en place.

## Organisation
L'Union suisse des arts et métiers est une organisation faîtière qui regroupe, en 2009, 266 associations représentatives des petites et moyennes entreprises. Celles-ci totalisent 300 000 entreprises affiliées. Elle fédère les associations cantonales et les associations professionnelles de branche. Elle est membre de l'Union européenne de l'artisanat et des petites entreprises et moyennes entreprises (en) (UEAPME).
Sa politique et ses orientations à long terme sont déterminées par le Congrès suisse des arts et métiers, qui réunit, tous les deux ans, environ un millier de délégués. La Chambre suisse des entreprises est son parlement. Elle comporte 99 délégués. Son rôle est de prendre position dans les débats politiques et d'exprimer l'avis de l'Union sur les propositions législatives fédérales. Un comité directeur de quinze personnes met en œuvre la politique de l'Union, alors le bureau de Berne gère les affaires courantes.
Le siège de l'Union suisse des arts et métiers est à Berne. La gestion est sous la responsabilité du directeur.

### Présidents
- 1879 : Louis Troxler
- 1880–1882 : Friedrich Autenheimer
- 1882–1884 : Theodor Hoffmann-Merian
- 1884–1885 : Friedrich Wüest (de)
- 1885–1897 : Johannes Stössel (en)
- 1897–1915 : Jakob Scheidegger
- 1915–1930 : Hans Tschumi (de)
- 1930–1941 : August Schirmer (en)
- 1941–1951 : Paul Gysler
- 1951–1968 : Ulrich Meyer (de)
- 1968–1973 : Karl Hackhofer
- 1973–1982 : Rudolf Etter (de)
- 1982–1991 : Markus Kündig (de)
- 1991–2004 : Hans-Rudolf Früh
- 2004–2010 : Eduard Engelberger (de)
- 2010–2011 : Bruno Zuppiger
- Depuis 2012 : Jean-François Rime (non réélu au Conseil national lors des élections fédérales de 2019[12])

### Directeurs
- 1963–1979 : Otto Fischer
- 1980–1984 : Markus Kamber[13]
- 1985–1989 : Peter Clavadetscher[13]
- 1990–2008 : Pierre Triponez (de)
- Depuis 2008 : Hans-Ulrich Bigler (de)[14] (non réélu au Conseil national lors des élections fédérales de 2019[12])

## Journal des arts et métiers
L'Union suisse des arts et métiers publie le Journal des arts et métiers (JAM), en langue française, et le Schweizerische Gewerbezeitung (SGZ), en langue allemande. Ensemble, les deux revues ont un tirage de 150 000 exemplaires. Elles sont imprimées par la St. Galler Tagblatt AG et Publicitas Publimag SA est responsable de la régie publicitaire.
L'Union gère également un site internet dans les deux langues, qui publie ses communiqués de presse, les allocutions de ses dirigeants et une revue de presse. La communication de l'Union est sous la responsabilité de Ruedi Christen.

## Événements
L'Union suisse des arts et métiers organise la « Conférence d'hiver de l'entreprise », à Klosters et les « Journées romandes des arts et métiers », à Champéry, qui réunissent, sous l'égide la Fondation suisse des PME, des représentants du monde de l'entreprise et des responsables politiques.